# Erik de Vahl
Erik de Vahl, född 1983 i Kramfors, Ådalen, är en svensk pop/electronica-musiker och trädgårdsmästare.
Erik de Vahl bor i Malmö och har bland annat släppt två skivor på bolaget Service, en utgåva på Kning Disk och varit med på en samling från skivbolaget Friendly Noise. Mellan 2007 och 2012 släppte han tre skivor i små upplagor på cd-r. 2012 släpptes även en kassett på Zeon Light Kassett och de Vahl gjorde musik till UR-produktionerna "Kusin Vaken" och "Shakespear Close Ups".
Under våren 2017 släpper han albumet "Hold Your Breath" på skivbolaget Kalligrammofon genom en självbiografisk podcast, där låtarna presenteras successivt.
Erik de Vahl arbetar som trädgårdsmästare på Nationella genbanken vid Sveriges lantbruksuniversitet (SLU) i Alnarp. Tillsammans med Else-Marie Strese gav han 2018 ut boken Kulturarvsväxter för framtidens mångfald: Köksväxter i Nationella genbanken.

## Diskografi
- 2003 – Secrets Adrift (CD, Service)
- 2005 – Friendly Fire (CD, Service)
- 2005 – The World Where No One Needs to Swim (3" CD-R, Kning Disk, Gallery Edition 012)
- 2007 – Oh! My Spine (CD, limiterad 100 ex.)
- 2009 – Scattered Vacations/As I Am Beating (Dubbel 3" CD-R)
- 2012 – Spring 2012 (CD-R, Look; limiterad 58 ex.)
- 2012 – 121012 (Kassett, Zeon Light Kassett; limiterad 61 ex.)
- 2013 – Riches of the Poor (Mixtape, Soundcloud)
- 2017 – Hold Your Breath (Vinyl, Kalligrammofon; limiterad 99 ex.)

### Medverkan på samlingsalbum
- 2004 – Money Talks: A Tribute to Bear Quartet (A West Side Fabrication)
- 2004 – Risky Dazzle: A Service Party Shuffle (Service)
- 2004 – Rebell 10 år (RKU distribution)
- 2006 – Are You Scared to Get Happy (Friendly Noise)

## Priser och nomineringar
- Manifest 2008: Bästa Pop/Electronica - Oh! My spine